# Domenico Tarcisio Cortese
Domenico Tarcisio Cortese OFM (* 7. Februar 1931 in San Giovanni in Fiore, Provinz Cosenza; † 11. November 2011 in Rom) war ein italienischer Ordensgeistlicher und römisch-katholischer Bischof von Mileto-Nicotera-Tropea.

## Leben
Domenico Tarcisio Cortese trat der Ordensgemeinschaft der Franziskaner in Assisi (San Francesco d’Assisi) bei und legte 1952 die Profess ab. Nach seiner Priesterweihe am 23. Mai 1954 absolvierte er ein Studium des Kanonischen Rechts an der Päpstlichen Universität Gregoriana. Von 1968 bis 1977 war er Provinzial der Franziskaner in Kalabrien und von 1977 bis 1979 Superior des Konvents S. Francesco di Paola a Cosenza.
Papst Johannes Paul II. ernannte ihn am 15. Juni 1979 zum Bischof von Mileto-Nicotera-Tropea. Die Bischofsweihe spendete ihm der Erzbischof von Reggio Calabria und Bischof von Bova, Aureliano Sorrentino, am 8. September 1979 in der Kathedrale von Mileto; Mitkonsekratoren waren Enea Selis, Erzbischof von Cosenza e Bisignano, und Armando Fares, Erzbischof von Catanzaro und Bischof von Squillace. Mit der Vereinigung der Bistümer Mileto und Nicotera-Tropea wurde er am 30. September 1986 der erste Bischof. Er war langjähriger Vizepräsident der kalabrischen Bischofskonferenz.
Am 28. Juni 2007 nahm Papst Benedikt XVI. sein altersbedingtes Rücktrittsgesuch an. Bischof Cortese starb an den Folgen eines Herzinfarktes im Haus der Salesianeroblatinnen des Heiligen Herzens Jesu (SOSC) in Rom, in dem er lebte, und wurde in der Kathedrale von Mileto beigesetzt.